# Kiini
Kiini – wieś w Estonii, w prowincji Viljandi, w gminie Viljandi. Do 2013 w gminie Pärsti.
Archaiczne nazwy wsi to: Kiini (1839), Кійни (1900). Przez wieś płynie potok Kõssa.